# Marie-Monique Robin
Pour les articles homonymes, voir Robin.
Marie-Monique Robin est une journaliste d'investigation, réalisatrice et écrivaine française, née le 15 juin 1960 à Gourgé (Deux-Sèvres).
Elle reçoit le prix Albert-Londres en 1995 et le prix norvégien Rachel Carson en 2009. Le 8 juin 2013, elle est décorée de la Légion d'honneur à Notre-Dame-des-Landes (Loire-Atlantique), remise par la sociologue Dominique Méda.

## Parcours
Marie-Monique Robin naît et grandit à Gourgé dans une ferme des Deux-Sèvres. Aînée de six enfants, elle a appris à être fière de ses racines paysannes avec ses deux parents agriculteurs, son père Joël ayant présidé la jeunesse agricole catholique, sa mère Jeanne en étant responsable régionale,.
Elle étudie les sciences politiques à l’université de la Sarre, en Allemagne, et est diplômée du centre universitaire d'enseignement du journalisme de l'université de Strasbourg. Elle commence sa carrière avec France 3 Région puis travaille pour l’agence CAPA de 1989 à 1999 avant de devenir journaliste indépendante. Depuis 1989, elle réalise une quarantaine de films d’investigation et obtenu une trentaine de prix dont le prix Buffon du festival international du film scientifique, plusieurs prix au festival international du scoop d’Angers ou au Festival international du grand reportage d'actualité et du documentaire de société.
Ses films, qui sont souvent le fruit d’une longue enquête de terrain, offrent un regard critique sur la situation des droits de l’homme dans différentes régions du monde notamment en Amérique latine où elle s’est rendue plus de 80 fois. Elle enquête ainsi sur l’utilisation de la coca par les indigènes en Colombie (Mama Coca, 1990), sur la prévention du sida à Cuba (Sida et Révolution, 1989) ou encore sur l’implication de l’armée française dans l’opération Condor (Escadrons de la mort, l'école française, 2003). On lui doit aussi plusieurs documentaires réalisés en France notamment La Révolte des femmes battues (2000), L'École du soupçon (2005) qui montre les dérives de la lutte contre la pédophilie.
En 2002, elle réalise un film sur la recherche scientifique concernant les phénomènes paranormaux (Le Sixième Sens : science et paranormal) où elle filme en particulier la voyante Maud Kristen.
Depuis 2004, elle s’intéresse plus particulièrement aux menaces qui pèsent sur la biodiversité et à l’appropriation du vivant par les géants de la biotechnologie (Les Pirates du vivant et Blé : chronique d’une mort annoncée, 2005), et aux conséquences sanitaires de l'emploi de produits controversés, dans l'industrie agro-alimentaire (Notre Poison quotidien, 2010) et dans l'agriculture, notamment ceux à base de glyphosate (Le Monde selon Monsanto, Le Roundup face à ses juges, 2008 et 2017). Mais elle enquête aussi sur des expériences de villes en transition (Qu'est-ce qu'on attend ?, 2016)
Son dernier documentaire, Nouvelle cordée, 2019, porte sur l'expérience positive des Territoires zéro chômeur de longue durée.
En 2021, elle fait paraître un livre qui cherche à dégager les leçons de la pandémie de Covid-19. Écrit à partir d'entretiens inédits avec plus de soixante chercheurs du monde entier, l'ouvrage considère que la pandémie prouve que la destruction des écosystèmes (par la déforestation, l’urbanisation, l’agriculture industrielle) et la globalisation menacent directement la santé planétaire. Cette enquête donne lieu à un documentaire qu'elle présente en avant-première en mai 2022.
Résidente de Pierrefitte-sur-Seine, Marie-Monique Robin est également l’autrice de plusieurs essais dont certains ont connu un réel succès public (Les 100 photos du siècle, vendu à plus de 600 000 exemplaires). C'est une des particularités de son travail d'investigation : chacun de ses livres raconte en détail l’enquête menée à l’occasion d’un de ses films et approfondit son propos par un complément documenté.

## Engagement
En 2013, elle a soutenu la création du parti politique Nouvelle Donne.
En 2018, elle a soutenu en devenant marraine le collectif pour le Triangle de Gonesse qui lutte contre le projet EuropaCity, méga-centre commercial prévu dans le Val-d’Oise.
En mai 2022, elle rejoint le parlement de la Nouvelle Union populaire écologique et sociale.

## Filmographie
- 1989 : Sida et révolution, 26 min
- 1990 : Cuba si, Cuba no, 52 min
- 1990 : La Vallée des centenaires, 26 min
- 1990 : Mama coca, 26 min
- 1990 : Les Jacqueries du bocage, 26 min
- 1990 : Apartheid dans le sud Tyrol, 26 min
- 1992 : Ça n’arrive qu’ailleurs, 26 min
- 1993 : Voleurs d'organes, 52 min, Planète Câble/Canal+ Espagne/ARD, Prix du grand documentaire au festival d'Angers, prix du meilleur documentaire étranger au festival de la Havane, prix du jury catholique au festival de Monte Carlo, prix Médiaville.
- 1994 : Le Plus Bel Endroit du monde, 26 min
- 1994 : Cuba, l’histoire d'un mythe, 2 × 52 min
- 1995 : Le Théâtre des mules, 52 min
- 1995 : Voleurs d’yeux, 40 min, M6 Prix Albert-Londres 1995.
- 1997 : La Faillite des paysans, 26 min
- 1995 : Le Guérillero des laboratoires, 52 min
- 1997 : Mon père, le Che, 62 min
- 1998 : Petites et grande histoire du stade de France, 90 min
- 1998-2000[15] : Les Cent Photos du siècle, Arte
- 2000 : Paroles de flics, 52 min
- 2000 : La Révolte des femmes battues, 75 min
- 2001 : Paroles de profs, 52 min
- 2001 : Paroles d’agents, 52 min
- 2001 : Cuba : l'île aux trésors, 52 min
- 2002 : Escale à Cuba, 75 min
- 2002 : L'Ère du soupçon, 52 min
- 2003 : Escadrons de la mort, l'école française, 60 min, Canal+/Arte Prix du meilleur documentaire politique (Sénat), award of Merit (Latin American Studies Association, USA).
- 2004 : Le Sixième Sens, science et paranormal, 52 min, Canal+
- 2004 : Chasse au pédophile : quand la rumeur tue, 40 min
- 2005 : Blé : chronique d’une mort annoncée ?, 52 min
- 2005 : Les Pirates du vivant, 57 min, Arte Prix au FIGRA, prix Buffon, festival international du film scientifique de Paris, prix Ushuaïa TV.
- 2005 : Argentine, le soja de la faim, 26 min
- 2006 : On les appelait les dames du planning, 52 min
- 2007 : L'École du soupçon, 52 min
- 2008 : Le Monde selon Monsanto, 108 min, Arte, ONF Festival international du film francophone en Acadie, prix Rachel-Carson (Norvège), trophée des sciences du danger (Cannes), Umwelt-Medienpreis (prix des médias allemands, Berlin 2009), l’Ekofilm Festival de Cesky Kumlov (République Tchèque, 2009).
- 2009 : Torture made in USA, 85 min, 2009, Galaxie Presse, CFRT Diffusé exclusivement du 19 octobre au 19 décembre 2009 et du 30 mars au 4 avril 2010 sur Internet par Mediapart, le film a obtenu au FIGRA le prix Olivier Quemener-Reporters sans frontières, 2010.
- 2010 : Notre poison quotidien, 113 min, coproduction d’Arte France et INA France 2010 Diffusé en première mondiale au FIPA de Biarritz en janvier 2011.
- 2012 : Les Moissons du futur[16], 90 min, coproduction : Arte France, M2R Films, CFRT, SOS Faim Belgique
- 2012 : Les Déportés du libre échange, 26 min, M2R Films
- 2012 : Terre souillée, 26 min, M2R Films
- 2014 : Sacrée Croissance !
- 2016 : Sacré village !, 53 min, M2R Films
- 2016 : Qu'est-ce qu'on attend ?, M2R Films
- 2017 : Le Roundup face à ses juges, Arte
- 2019 : Nouvelle Cordée, M2R Films
- 2022 : La Fabrique des pandémies, M2R Films
- 2024 : Vive les microbes, M2R Films

## Publications
- 1996 : Voleurs d’organes. Enquête sur un trafic, Éditions Bayard, (Voir Voleurs d'yeux)
- 1999 : Les Cent Photos du siècle, éd. du Chêne, (éd. Tachen et France Loisirs)
- 2001 : Grand reportage. Les Héritiers d'Albert Londres, Œuvre collective, Éditions Florent Massot
- 2002 : Le Sixième Sens, en collaboration avec Mario Varvoglis, Éditions du Chêne
- 2004 : Escadrons de la mort, l'école française, La Découverte
- 2005 : L’École du soupçon : les dérives de la lutte contre la pédophilie, La Découverte
- 2008 : Le Monde selon Monsanto, La Découverte, (plus de 15 traductions)
- 2010 : 100 photos du XXIe siècle, La Martinière, avec David Charrasse
- 2011 : Notre poison quotidien, La Découverte
- 2012 : Les Moissons du futur : comment l'agroécologie peut nourrir le monde, Paris/Issy-les-Moulineaux, éd. La Découverte, 11 octobre 2012, 297 p. (ISBN 978-2-7071-7154-2 et 2-7071-7154-9, présentation en ligne)
- 2013 : Notre poison quotidien : La responsabilité de l'industrie chimique dans l'épidémie des maladies chroniques, Paris, Éditions la Découverte et Arte Éditions, avril 2013, retirage en juin 2015, 495 p. (ISBN 978-2-7071-7583-0), réédition avec une postface inédite.
- 2014 : Sacrée croissance !, Paris/Issy-les-Moulineaux, éd . La Découverte / Arte Éditions, 5 décembre 2014, 274 p. (ISBN 978-2-7071-7636-3 et 2-7071-7636-2, présentation en ligne)
- 2017 : Le Roundup face à ses juges, La Découverte, 2017, 288 p. (ISBN 978-2707197399)
- 2021 : La Fabrique des pandémies : Préserver la biodiversité, un impératif pour la santé planétaire, La Découverte, 2021, 280 p. (ISBN 978-2348054877)[17]

## Détails sur certaines œuvres

### Voleurs d'yeux, 1993
Voleurs d'yeux est un documentaire réalisé en 1993 et traitant de la question du trafic d'organes. Pour son film, la journaliste enquête en Argentine, au Mexique, en Colombie, aux États-Unis et en Europe et met en relation la pénurie d'organes notamment en Europe et les cas avérés de trafic d'organes en Amérique latine. Acclamé et primé dans un premier temps, le film a été par la suite l'objet d'une polémique centrée sur un des témoins du reportage, un enfant retrouvé sans yeux. La véracité du vol des yeux de cet enfant est en effet contestée par des ophtalmologistes qui affirment qu'il a été victime d'une infection. Le prix Albert-Londres (en plus de cinq autres prix) a été décerné à Marie-Monique Robin pour ce documentaire. Suspendu au moment de la polémique, il a été confirmé, le jury n'ayant relevé « aucune intention frauduleuse »,.

### Les 100 photos du siècle, 1998
Entre 1998 et 2000, Marie-Monique Robin réalise 100 courts métrages de 6 minutes et rédige une série d’articles sur 100 photographies ayant marqué l’histoire du photojournalisme au XXe siècle. Le principe de la série est de retrouver et d’interviewer pour chaque photographie sélectionnée, son auteur et les protagonistes ou les plus proches témoins vivants de la scène immortalisée. Marie-Monique Robin rencontre ainsi Conrad Schumann, le Vopo berlinois de la célèbre photographie de Peter Leibing, Jan Rose Kasmir, la jeune pacifiste à la fleur saisie par Marc Riboud, ou encore Kim Phuc, l’enfant brûlée au napalm pendant la guerre du Viêt Nam. Il faut parfois plusieurs mois et une enquête minutieuse pour que l’équipe de CAPA avec la complicité des photographes ou de leurs éventuels ayants droit retrouve certains des protagonistes de ces scènes que la photographie a fait entrer dans la mémoire collective. La série sera d’abord diffusée sur Arte et dans les pages du Figaro Magazine puis sur une trentaine de chaînes étrangères. Elle donnera lieu à un livre du même nom.

### Le Sixième Sens, 2002
Le Sixième Sens, science et paranormal propose un panorama des phénomènes dits paranormaux (transmission de pensée, rêves prémonitoires, lévitation, etc.) à travers le récit d’histoires, de témoignages, de croyances ancestrales, d’expériences menées notamment à l’université d'Édimbourg et dans des centres universitaires américains comme à Princeton. À la sortie du film, le magazine Le Monde télévisions écrivait : « Boudés par les scientifiques, surtout en France, les phénomènes paranormaux intéressent de nombreux parapsychologues, professeurs et neurologues à travers le monde. Tous cherchent à comprendre, à l'aide d'expériences souvent troublantes, ce qui se passe dans le cerveau lorsqu'une personne entre dans ce qu'ils appellent un « état modifié de conscience » […] sans chercher à convaincre à tout prix, cette enquête s'attache surtout à l'étude des phénomènes observés quotidiennement par ces drôles de chercheurs […] mais cette enquête manque d'un regard critique permettant de comprendre pourquoi, en France, voyance rime toujours avec croyance ».

### Escadrons de la mort, l'école française, 2003
Le livre et le film documentaire sont fondés sur une enquête montrant les liens unissant les services secrets français à leurs homologues argentins et chiliens (DINA). Robin montre que les méthodes contre-insurrectionnelles utilisées durant la guerre d'Algérie (1954-1962), notamment l'usage généralisé de la torture, avaient été enseignées par des Français aux forces de sécurité argentines, qui les utilisèrent lors de la guerre sale de 1976 à 1982 et au cours de l'Opération Condor. Ce film obtient le Prix du meilleur documentaire politique décerné par le Sénat français. Par ailleurs, Escadrons de la mort, l'école française a contribué à l'arrestation d'anciens généraux de la dictature argentine. En effet, la réalisatrice parvient à rencontrer certains d'entre eux et à obtenir d'importants aveux concernant notamment la pratique de la torture et l’élimination systématisée des opposants politiques. Ces vidéos constitueront des preuves lors de leur jugement en Argentine.

### Le Monde selon Monsanto, 2008
Le film Le Monde selon Monsanto raconte l’histoire de la firme de Saint-Louis. Implantée dans quarante-six pays, Monsanto est devenue le leader mondial des organismes génétiquement modifiés (OGM) (plus de 90 % de part de marché), l’entreprise produisant aussi des PCB (pyralène), des herbicides (comme l'agent orange pendant la guerre du Viêt Nam) ou les hormones de croissance bovine et laitière qui seront interdites en Europe. Le documentaire explique que depuis sa création en 1901, la firme a accumulé les procès pour empoisonnement ou pollution, tout en se présentant aujourd’hui comme une entreprise des « sciences de la vie », convertie aux vertus du développement durable. Dans son enquête, la journaliste soutient que « pour imposer ses OGM au monde, Monsanto a d’abord infiltré les sphères scientifiques et réglementaires ». Traduit dans 15 langues, le film et le livre connaissent un succès international. En France, le documentaire sort au moment où le débat autour des OGM divise une partie de la classe politique et suscite l'hostilité d'une majorité de la population,.

### Torture made in USA, 2008-2009
Torture made in USA montre comment « la torture est devenue un instrument de la politique américaine dans sa lutte contre le terrorisme, tout en posant la question de la responsabilité des hauts responsables de l’administration Bush et de leur poursuite pour « crimes de guerre ». Les nombreux témoignages recueillis dans le film tendent à prouver que les sévices subis par les prisonniers irakiens dans la prison d'Abou Ghraib n’étaient donc pas dus à quelques « brebis galeuses » - selon la version officielle - mais à une politique consciente et légitimée par l’administration Bush et ce en dépit même du droit américain et des conventions de Genève. Ces témoins sont entre autres le général Sanchez, ancien chef des forces de la coalition en Irak, Michael Scheuer, concepteur du programme des détentions secrètes de la CIA ou encore Janis Karpinski, commandant des prisons en Irak en 2003 et 2004. Le film explique par ailleurs que ce programme a néanmoins généré des doutes et des résistances au sein du département d’État et des services de Colin Powell. Ce film a été diffusé sur Arte en 2011. Il est soutenu par Amnesty International, Human Rights Watch et l'Action des chrétiens pour l'abolition de la torture.

### Notre poison quotidien, 2011
Le film et le livre abordent la question de la mise en circulation des molécules créées par l’homme lors des dernières décennies. Il met en relation certains problèmes de santé contemporains (recrudescence du cancer, maladie d’Alzheimer etc.) avec la présence de ces nouvelles molécules dans notre corps. L’auteur étudie tout particulièrement le système d’évaluation et d’homologation qui autorise la présence dans les aliments de produits comme les pesticides, l’aspartame et le Bisphénol A. Marie-Monique Robin affirme que « Les débats d’experts, sur les produits utilisables et les doses admissibles, sont totalement fermés au public. Sans parler des cas où ils s’appuient sur des tests bidonnés par les industriels, les modèles scientifiques qu’ils appliquent sont dépassés. En effet, ils continuent à évaluer les produits chimiques séparément, ignorant l’« effet cocktail », alors même que l’on sait qu’un quart de nos aliments contiennent les résidus d’au moins deux pesticides. Et leurs avis partent du postulat de Paracelse, formulé au XVIe siècle, selon lequel « c’est la dose qui fait le poison » ».

### Sacrée croissance!, 2014
Dans ce documentaire, Marie-Monique Robin part à la rencontre des initiatives et des « lanceurs d'avenir » présentés comme des alternatives possibles au dogme de la croissance économique, responsable de toutes les crises de notre société. L'enquête est mondiale : de Toronto avec le projet Fresh City Farm, au Bhoutan avec le concept de bonheur national brut, en passant par le Brésil avec la monnaie locale de la Banque Palmas. La journaliste a également interrogé des experts comme Rob Hopkins, des économistes et des sociologues comme Dominique Méda. Dans ce film, Marie-Monique Robin questionne ainsi l'économie et la question du bien vivre à travers les thèmes de l'agriculture urbaine, des monnaies locales, de la transition énergétique ou encore des villes en transition. Dans le livre (préfacé par Matthieu Ricard [lire en ligne]), la journaliste imagine le monde tel qu'il pourrait être en 2034 si les initiatives présentées dans le film étaient réalisées à l'échelle mondiale.

### Qu'est-ce qu'on attend?, 2016
À la suite du film Demain de Cyril Dion et Mélanie Laurent, l'enquête de Marie-Monique Robin porte sur l'expérience d'Ungersheim, une petite commune d’Alsace (2 200 habitants) en transition (municipale, énergétique, alimentaire). La transition passe par exemple par la création d'une centaine d'emplois en dix ans, et une remarquable participation bénévole. Selon Rob Hopkins, l'initiateur des villes en transition, la championne internationale des villes en transition est cette petite commune française. Le film s'attache à faire parler les acteurs de ce changement, dont le maire Jean-Claude Mensch. Ils livrent leurs motivations et leurs espoirs, leurs tâtonnements - parfois leur scepticisme - face aux changements qu'implique cette transition.

### Le Roundup face à ses juges, 2017
C'est un film documentaire français de 90 minutes sorti le 29 novembre 2017 et un livre traitant des dangers sanitaires du pesticide de la marque Roundup vendu par la société Monsanto.
Le film se présente sous la forme d'une simulation de procès qui s'est tenue sous le nom « procès Monsanto » à La Haye du 14 au 16 octobre 2016. La firme Monsanto a refusé d’y participer. D'après la réalisatrice, l'occasion du film a permis aux victimes de se fédérer contre l’ennemi commun : « Ce tribunal leur a non seulement offert une tribune devant de vrais juges, mais aussi un accompagnement juridique pour étayer et structurer leurs dossiers afin qu’elles puissent, éventuellement, porter plainte ».
Viennent y témoigner victimes et spécialistes, qui réclament la poursuite au pénal des multinationales dont les activités menacent la santé des hommes. Quatre témoins originaires de quatre pays différents racontent le procès. Le film montre ainsi la mobilisation de la société civile mondiale pour faire reconnaître l'écocide,.